# Claypool (Indiana)
Claypool es un pueblo ubicado en el condado de Kosciusko en el estado estadounidense de Indiana. En el Censo de 2010 tenía una población de 431 habitantes y una densidad poblacional de 660,36 personas por km².

## Geografía
Claypool se encuentra ubicado en las coordenadas 41°7′51″N 85°52′56″O / 41.13083, -85.88222. Según la Oficina del Censo de los Estados Unidos, Claypool tiene una superficie total de 0.65 km², de la cual 0.63 km² corresponden a tierra firme y (3.17%) 0.02 km² es agua.

## Demografía
Según el censo de 2010, había 431 personas residiendo en Claypool. La densidad de población era de 660,36 hab./km². De los 431 habitantes, Claypool estaba compuesto por el 95.13% blancos, el 0.23% eran afroamericanos, el 0.7% eran amerindios, el 0.93% eran asiáticos, el 0% eran isleños del Pacífico, el 1.39% eran de otras razas y el 1.62% pertenecían a dos o más razas. Del total de la población el 5.1% eran hispanos o latinos de cualquier raza.